# Treibhauspotential
Das (relative) Treibhauspotential (THP, auch Treibhauspotenzial; englisch Global Warming Potential oder greenhouse warming potential, GWP)  einer chemischen Verbindung ist eine Maßzahl für ihren relativen Beitrag zum Treibhauseffekt, also ihre mittlere Erwärmungswirkung der Erdatmosphäre über einen bestimmten Zeitraum (in der Regel 100 Jahre: GWP100). Sie gibt damit an, wie viel eine bestimmte Masse eines Treibhausgases im Vergleich zur gleichen Masse CO2 zur globalen Erwärmung beiträgt. Das Treibhauspotential ist eine Kennzahl mit der Dimension Zahl und dem Formelzeichen CO2e, CO2eq oder CO2‑e.
Beispielsweise beträgt das CO2-Äquivalent für Methan bei einem Zeithorizont von 100 Jahren 28: Das bedeutet, dass ein Kilogramm Methan innerhalb der ersten 100 Jahre nach der Freisetzung 28-mal so stark zum Treibhauseffekt beiträgt wie ein Kilogramm CO2. Bei Distickstoffmonoxid beträgt dieser Wert 265.
Das Treibhauspotential ist aber nicht mit dem tatsächlichen Anteil an der globalen Erwärmung gleichzusetzen, da sich die Emissionsmengen der verschiedenen Gase stark unterscheiden. Mit diesem Konzept können bei bekannten Emissionsmengen die unterschiedlichen Beiträge einzelner Treibhausgase verglichen werden. Die Hauptbestandteile der irdischen Lufthülle (Stickstoff, Sauerstoff und Argon) zählen nicht zu den Treibhausgasen und haben aufgrund ihrer molekularen Struktur keinen Einfluss auf den Treibhauseffekt. Das in seiner Gesamtwirkung stärkste Treibhausgas ist der Wasserdampf, dessen Anteil am natürlichen Treibhauseffekt je nach geographischen Gegebenheiten beziehungsweise Klimazone zwischen 36 und 70 Prozent schwankt. Jedoch ist Wasserdampf nur in sehr geringem Umfang ein Emissionsgas, seine Konzentration in der Atmosphäre steht in unmittelbarem Zusammenhang mit der Lufttemperatur. Der atmosphärische Wasserdampfgehalt nimmt bei niedrigen Durchschnittstemperaturen ab und steigt während einer Erwärmungsphase an (Wasserdampf-Rückkopplung), wobei die Atmosphäre pro Grad Temperaturzunahme 7 Prozent mehr Wasserdampf aufnehmen kann.
In der ersten Verpflichtungsperiode des Kyoto-Protokolls werden Emissionsmengen mit Hilfe der CO2-Äquivalente der einzelnen Gase bewertet und so gemäß ihren Treibhauspotentialen gewichtet. Dies bedeutet, dass beispielsweise eine Methan-Emissionsreduktion um eine Tonne gleichwertig zu einer CO2-Reduktion um 21 Tonnen ist, da in beiden Fällen Emissionen in der Höhe von 21 Tonnen CO2-Äquivalent weniger anfallen. Maßgeblich sind dabei die Zahlen gemäß dem zweiten Sachstandsbericht des Intergovernmental Panel on Climate Change (IPCC) aus dem Jahr 1995 für einen Zeithorizont von 100 Jahren.
Das IPCC selbst gibt jedoch GWP-Werte für Zeithorizonte von 20 Jahren, 100 Jahren und 500 Jahren an und betont, dass dessen Wahl von politischen Überlegungen bestimmt sei. So sei z. B. ein langer Zeithorizont zu wählen, wenn bevorzugt die Eindämmung der langfristigen Folgen der globalen Erwärmung angestrebt werde.

## Werte von Treibhauspotentialen

### Bedeutende Treibhausgase
| Treibhausgas                               | Summen- formel | Quellen | GWP gemäß …          | GWP gemäß …           | GWP gemäß …           | atmosphärische Lebensdauer gemäß IPCC AR5 (Jahre) |
| Treibhausgas                               | Summen- formel | Quellen | IPCC AR5             | IPCC AR5              | Kyoto-Protokoll       | atmosphärische Lebensdauer gemäß IPCC AR5 (Jahre) |
| Treibhausgas                               | Summen- formel | Quellen | bezogen auf 20 Jahre | bezogen auf 100 Jahre | bezogen auf 100 Jahre | atmosphärische Lebensdauer gemäß IPCC AR5 (Jahre) |
| ------------------------------------------ | -------------- | --- | -------------------- | --------------------- | --------------------- | ------------------------------------------------- |
| Kohlenstoffdioxid                          | CO2            | Verbrennung fossiler Energieträger (Kohle, Erdöl, Erdgas) und von Biomasse (Wald-/ Brandrodung), Zementproduktion, ebenfalls entsteht es bei der äußeren Atmung                                                  | 1,0                  | 1,0                   | 1,0                   | – a                                               |
| 2,3,3,3-Tetrafluorpropen (R1234yf)         | C3H2F4         | Kältemittel in Kühlanlagen |                      | 4,4                   |                       | 0,033                                             |
| Methan                                     | CH4            | Reisanbau, Viehzucht, Kläranlagen, Mülldeponien, Steinkohlenbergbau (Grubengas), Erdgas- und Erdölproduktion, Zerfall von Methanhydrat-Vorkommen durch die globale Erwärmung, Feuchtgebiete                      | 84,0                 | 28,0                  | 21,0                  | 12,000                                            |
| Distickstoffoxid (Lachgas)                 | N2O            | Stickstoffdünger in der Landwirtschaft, Verbrennung von Biomasse | 264,0                | 265,0                 | 310,0                 | 121,000                                           |
| 1,1,1,2-Tetrafluorethan (R-134a, HFC-134a) | C2H2F4         | Kältemittel in Kühlanlagen | 3710,0               | 1430,0                | 1000,0                | 13,4,00                                           |
| Tetrafluormethan (R-14)                    | CF4            | Herstellung von Elektronik und Kältemittel in Kühlanlagen | 4950,0               | 7350,0                | ,0                    | 50000,00                                          |
| Fluorchlorkohlenwasserstoffe (FCKW)        | z. B. CClF3    | Gruppe verschiedener Verbindungen, Treibgase in Sprühdosen, Kältemittel in Kühlanlagen, Narkosemittel, Füllgase in Schaumstoffen. Reduktion aufgrund des Montreal-Protokolls. In Deutschland seit 1995 verboten. | 10900,0              | 4660,0                |                       | 640,000                                           |
| Fluorkohlenwasserstoffe (FKW, HFKW)        | z. B. CHF3     | Treibgase in Sprühdosen, Kältemittel in Kühlanlagen, Füllgase in Schaumstoffen | 10800,0              | 12400,0               |                       | 222,000                                           |
| Stickstofftrifluorid                       | NF3            | Herstellung von Halbleitern, Solarzellen und Flüssigkristallbildschirmen | 12800,0              | 16100,0               |                       | 500,000                                           |
| Schwefelhexafluorid                        | SF6            | Schutzgas bei der technischen Erzeugung von Magnesium. Auch bei Leckagen an gasisolierten Hochspannungsschaltanlagen                                                                                             | 17500,0              | 23500,0               | 23900                 | 3200,000                                          |
| Wasserstoff b                              | H2             | Erdgasförderung, Vulkanismus | 33 (20-44)           | 11 ± 5                | 4,3                   | 4–7                                               |

### Weitere Gase
Trotz der international gültigen Protokolle inklusive der damit einhergehenden Nachbesserungen, gibt es nach wie vor Treibhausgase, die nicht erfasst werden und ein sehr hohes Treibhauspotential aufweisen. Dies gilt zum Beispiel für die Substanz Sulfuryldifluorid, die ein Treibhauspotential von 7642, 4780 bzw. 1540 bezogen auf 20, 100 bzw. 500 Jahre bei einer Verweilzeit von 36 Jahren in der Atmosphäre aufweist. Sulfuryldifluorid wird eingesetzt für die Schädlingsbekämpfung wie zum Beispiel von Exportholz (siehe auch Containerbegasung) oder von Gebäuden. Durch eine stark steigende Zunahme der deutschen Holzexporte in den letzten Jahren sowie restriktivere Einfuhrbestimmungen der Importländer hat auch die Emission von Sulfuryldifluorid stark zugenommen.

### Faktoren für die Berechnung
Für die Berechnung der Treibhausgasemissionen werden in der EU derzeit diese Faktoren aus United Nations FCCC/CP/2013/10/Add.3 Anhang III verwendet: Auch das Umweltbundesamt rechnet mit diesen Zahlen.
| Treibhausgas                                | Formel                 | Faktor  |
| ------------------------------------------- | ---------------------- | ------- |
| Kohlenstoffdioxid                           | CO2                    | 1 0     |
| Methan                                      | CH4                    | 25 0    |
| Distickstoffoxid (Lachgas)                  | N2O                    | 298 0   |
| Fluorkohlenwasserstoffe (FKW, HFKW)         |                        |         |
| Fluoroform                                  | CHF3                   | 14800 0 |
| Difluormethan (R-32)                        | CH2F2                  | 675 0   |
| Fluormethan (R-41)                          | CH3F                   | 92 0    |
| R-43-10mee                                  | CF3CHFCHFCF2CF3        | 1640 0  |
| Pentafluorethan (R-125)                     | C2HF5                  | 3500 0  |
| 1,1,2,2-Tetrafluorethan (R-134)             | C2H2F4 (CHF2CHF2)      | 1100 0  |
| 1,1,1,2-Tetrafluorethan (R-134a)            | C2H2F4 (CH2FCF3)       | 1430 0  |
| 1,1,2-Trifluorethan (R-143)                 | C2H3F3 (CHF2CH2F)      | 353 0   |
| 1,1,1-Trifluorethan (R-143a)                | C2H3F3 (CF3CH3)        | 4470 0  |
| 1,2-Difluorethan (R-152)                    | CH2FCH2F               | 53 0    |
| 1,1-Difluorethan (R-152a)                   | C2H4F2 (CH3CHF2)       | 124 0   |
| Fluorethan (R-161)                          | CH3CH2F                | 12 0    |
| 1,1,1,2,3,3,3-Heptafluorpropan (R-227ea)    | C3HF7                  | 3220 0  |
| 1,1,1,2,2,3-Hexafluorpropan (R-236cb)       | CH2FCF2CF3             | 1340 0  |
| 1,1,1,2,3,3-Hexafluorpropan (R-236ea)       | CHF2CHFCF3             | 1370 0  |
| 1,1,1,3,3,3-Hexafluorpropan (R-236fa)       | C3H2F6                 | 9810 0  |
| R-245ca                                     | C3H3F5                 | 693 0   |
| 1,1,1,3,3-Pentafluorpropan (R-245fa)        | CHF2CH2CF3             | 1030 0  |
| R-365mfc                                    | CH3CF2CH2CF3           | 794 0   |
| Perfluorcarbone                             |                        |         |
| Tetrafluormethan – PFC-14                   | CF4                    | 7390 0  |
| Hexafluorethan – PFC-116                    | C2F6                   | 12200 0 |
| Octafluorpropan – PFC-218                   | C3F8                   | 8830 0  |
| Decafluorbutan – PFC-3-1-10                 | C4F10                  | 8860 0  |
| Octafluorcyclobutan – PFC-318               | c-C4F8                 | 10300 0 |
| Perfluorpentan – PFC-4-1-12                 | C5F12                  | 9160 0  |
| Perfluorhexan – PFC-5-1-14                  | C6F14                  | 9300 0  |
| Perflunafen – PFC-9-1-18b                   | C10F18                 | 7500 0  |
| Perfluorcyclopropan                         | c-C3F6                 | 17340 0 |
| Schwefelhexafluorid (SF6)                   |                        |         |
| Schwefelhexafluorid                         | SF6                    | 22800 0 |
| Stickstofftrifluorid (NF3)                  |                        |         |
| Stickstofftrifluorid                        | NF3                    | 17200 0 |
| Hydrofluorether                             |                        |         |
| HFE-125                                     | CHF2OCF3               | 14900 0 |
| HFE-134                                     | CHF2OCHF2              | 6320 0  |
| HFE-143a                                    | CH3OCF3                | 756 0   |
| Isofluran (HCFE-235da2)                     | CHF2OCHClCF3           | 350 0   |
| HFE-245cb2                                  | CH3OCF2CF3             | 708 0   |
| HFE-245fa2                                  | CHF2OCH2CF3            | 659 0   |
| HFE-254cb2                                  | CH3OCF2CHF2            | 359 0   |
| HFE-347mcc3                                 | CH3OCF2CF2CF3          | 575 0   |
| HFE-347pcf2                                 | CHF2CF2OCH2CF3         | 580 0   |
| HFE-356pcc3                                 | CH3OCF2CF2CHF2         | 110 0   |
| HFE-449sl (HFE-7100)                        | C4F9OCH3               | 297 0   |
| HFE-569sf2 (HFE-7200)                       | C4F9OC2H5              | 59 0    |
| HFE-43-10pccc124 (H-Galden 1040x)           | CHF2OCF2OC2F4OCHF2     | 1870 0  |
| HFE-236ca12 (HG-10)                         | CHF2OCF2OCHF2          | 2800 0  |
| HFE-338pcc13 (HG-01)                        | CHF2OCF2CF2OCHF2       | 1500 0  |
|                                             | (CF3)2CFOCH3           | 343 0   |
|                                             | CF3CF2CH2OH            | 42 0    |
|                                             | (CF3)2CHOH             | 195 0   |
| HFE-227ea                                   | CF3CHFOCF3             | 1540 0  |
| Desfluran (HFE-236ea2)                      | CHF2OCHFCF3            | 989 0   |
| HFE-236fa                                   | CF3CH2OCF3             | 487 0   |
| HFE-245fa1                                  | CHF2CH2OCF3            | 286 0   |
| HFE-263fb2                                  | CF3CH2OCH3             | 11 0    |
| HFE-329mcc2                                 | CHF2CF2OCF2CF3         | 919 0   |
| HFE-338mcf2                                 | CF3CH2OCF2CF3          | 552 0   |
| HFE-347mcf2                                 | CHF2CH2OCF2CF3         | 374 0   |
| HFE-356mec3                                 | CH3OCF2CHFCF3          | 101 0   |
| HFE-356pcf2                                 | CHF2CH2OCF2CHF2        | 265 0   |
| HFE-356pcf3                                 | CHF2OCH2CF2CHF2        | 502 0   |
| HFE-365mcfI’ll t3                           | CF3CF2CH2OCH3          | 11 0    |
| HFE-374pc2                                  | CHF2CF2OCH2CH3         | 557 0   |
|                                             | – (CF2)4CH (OH) –      | 73 0    |
|                                             | (CF3)2CHOCHF2          | 380 0   |
|                                             | (CF3)2CHOCH3           | 27 0    |
| Perfluorpolyether                           |                        |         |
| PFPMIE                                      | CF3OCF(CF3)CF2OCF2OCF3 | 10300 0 |
| Trifluormethylschwefelpentafluorid (SF5CF3) |                        |         |
| Trifluormethylschwefelpentafluorid          | SF5CF3                 | 17700 0 |

## Einflussgrößen
Das relative Treibhauspotential (GWP) eines Treibhausgases wird durch verschiedene Faktoren bestimmt, nämlich seine Verweilzeit in der Atmosphäre und den Strahlungsantrieb, den eine Konzentrationszunahme von einer vorhandenen Hintergrundkonzentration aus verursacht. Änderungen der Einschätzung der Verweilzeit und geringerer Strahlungsantrieb wegen steigender Hintergrundkonzentrationen sind Gründe, warum der IPCC in seinen Berichten die Werte für das Treibhauspotential regelmäßig aktualisiert.
Die Erdatmosphäre strahlt im Mittel in einer Höhe von 5500 m Wärme ins All ab, nicht auf Meeresspiegelniveau. Eine Erhöhung der atmosphärischen Treibhausgaskonzentrationen bewirkt, dass der Bereich, in dem die Erde ihre Wärme ins All abstrahlt, nach oben wandert. Damit die Wärmeabstrahlung gleich der Einstrahlung bleibt, muss sich auch der Abstrahlungsbereich nach oben verschieben. Die bodennahe Temperatur steigt dann entsprechend dem atmosphärischen Temperaturgradienten an.

### Einfluss des Absorptionsverhaltens
Der Effekt eines Treibhausgases beruht auf seiner Fähigkeit, die von der Erdoberfläche und bodennahen Luftschichten im mittleren Infrarotbereich (3 bis 50 Mikrometer) emittierte Wärmestrahlung zu absorbieren und teilweise wieder zur Erde zurückzustrahlen und so die Abkühlung der Atmosphäre zu behindern (Treibhauseffekt). Da hier der zusätzliche Erwärmungseffekt des Gases betrachtet wird, ist insbesondere sein Absorptionsverhalten in denjenigen Spektralbereichen von Bedeutung, in denen die natürlich vorhandenen Treibhausgase (vor allem Wasserdampf und Kohlenstoffdioxid) nicht oder nur wenig absorbieren. Dies ist insbesondere das sogenannte atmosphärische Fenster im Bereich 8–13 Mikrometer Wellenlänge.

### Einfluss von Konzentration und Molekülgeometrie
Der Strahlungsantrieb eines Treibhausgases hängt nichtlinear von seiner Konzentration ab. Diese nichtlineare Abhängigkeit ist näherungsweise eine logarithmische Funktion. Dies bedeutet, dass eine Konzentrationsänderung von beispielsweise 2 auf 3 ppm dieselbe Wirkung wie eine Konzentrationsänderung von 20 ppm auf 30 ppm (bzw. 200 ppm auf 300 ppm usw.) hat. Neben der im Vergleich mit beispielsweise CO2 größeren Zahl möglicher Schwingungsformen komplexer Moleküle ist dies ein weiterer Grund, dass sich die Konzentrationsänderung eines im atmosphärischen Fenster absorbierenden Spurengases, das natürlicherseits nicht oder nur in extrem kleinen Konzentrationen existiert, so stark auswirkt, wie in der Tabelle aufgezeigt.
Das Absorptionsverhalten eines Treibhausgases, also in welchen Wellenlängenbereichen es die Wärmestrahlung absorbieren kann, hängt von der molekularen Struktur des jeweiligen Gases ab.

### Einfluss der Verweilzeit
Ebenfalls von entscheidender Bedeutung ist die mittlere Verweilzeit des Gases in der Atmosphäre. Hierbei spielt auch der gewählte Zeithorizont eine wichtige Rolle. So haben Fluor-haltige Treibhausgase aufgrund ihrer hohen Verweilzeit (z. B. 3200 Jahre für SF6) in der Atmosphäre ein wesentlich höheres GWP als Treibhausgase ohne Fluoratome im Molekül. Methan (Verweilzeit ca. 12 Jahre) wirkt andererseits kurzfristig, sein GWP ist daher für kurze Zeithorizonte wesentlich größer als für lange. Als Vergleich sei noch die berichtete klimawirksame Verweilzeit von CO2 in der Atmosphäre von insgesamt mehreren 100.000 Jahren (15 bis 40 % CO2 geschätzt nach ca. 1000 Jahren) beziffert, wobei anzumerken ist, dass sich diese Zeit auf ca. 120 Jahre reduziert, betrachtet man das Lösungsgleichgewicht für Kohlendioxid von Atmosphäre und den oberen Meeresschichten. Sinken CO2-haltige Wassermassen dagegen in die Tiefsee ab, erhöht sich die Verweilzeit in dem Zwischenspeicher Ozean auf einige tausend Jahre. Im Unterschied dazu ist der Wasserdampf-Kreislauf ein sich selbst regulierender Prozess, der die Stadien Verdunstung – Kondensation – Niederschlag großteils unabhängig vom jeweiligen Klimazustand innerhalb weniger Tage durchläuft und deshalb mit der Verweildauer anderer Treibhausgase nicht vergleichbar ist.

## Aktuelle Werte
Seit 1835 hat sich die Konzentration von Kohlenstoffdioxid in der Erdatmosphäre von rund 280 ppm auf 400 ppm im Jahr 2015 erhöht. Der Methangehalt hat sich 1750–2000 von 0,8 auf 1,75 ppm mehr als verdoppelt. Dies entspricht einem Anstieg des CO2-Äquivalents von 24 ppm auf rund 50 ppm. Zusammen mit der Erhöhung der Konzentration vieler anderer Treibhausgase ergibt sich für das Jahr 2015 ein Gesamt-Strahlungsantrieb, der einem CO2-Äquivalent von 485 ppm entspricht. Die Konzentration der meisten anderen Treibhausgase war vorindustriell nahezu Null. In neuerer Zeit gerät Distickstoffoxid (Lachgas) in den Fokus.